# Reprezentacja Australii w piłce nożnej kobiet
Reprezentacja Australii w piłce nożnej kobiet – zespół biorący udział w imieniu Australii w zawodach piłkarskich. Zespół potocznie nazywany Matildas (od piosenki Waltzing Matilda). Sześciokrotne uczestniczki finałów mistrzostw świata. Dopiero podczas mistrzostw świata w Chinach w dziesiątym spotkaniu w historii udziału w mistrzostwach świata zwyciężyły reprezentacje Ghany. Dwukrotne uczestniczki turnieju olimpijskiego. Trzykrotny zdobywca Pucharu Narodów Oceanii, jednokrotny zdobywca Pucharu Azji oraz dwukrotny mistrz AFF.

## Historia
W 1974 roku powstała Australian Women's Soccer Association - Australijskie Stowarzyszenie Piłki Nożnej Kobiet. Rok później pod skrzydłami tej organizacji zespół Australii uczestniczył w rozgrywkach o pierwszy Puchar Azji. Zawodniczki zajęły trzecie miejsce po tym jak m.in. w meczu półfinałowym przegrały z późniejszym zdobywca trofeum Nową Zelandią.
Australia swoje pierwsze oficjalne spotkanie rozegrała na Seymour Shaw Park 6 października 1979 roku. Pierwszym trenerem zespołu został Jim Selby. Brak środków przeznaczonych na żeńską reprezentację Australii spowodowały, iż pierwsze osiem meczów reprezentacja zagrała z Nową Zelandią.
W odbywającym się w Nowej Kaledonii pierwszy Puchar Narodów Oceanii w 1983 roku zawodniczki australijskie zajęły drugie miejsce przegrywając w finale po dogrywce z Nową Zelandią. W dwóch kolejnych turniejach uczestniczyła również reprezentacja Tajwanu. W 1986 właśnie z nimi Australijki przegrały finałowe spotkanie.
W latach 1987 i 1988 zespół uczestniczył w turniejach na Tajwanie i w Chinach, dzięki czemu po raz pierwszy zmagały się z amerykańskimi oraz europejskimi drużynami. W 1989 były po raz pierwszy gospodyniami turnieju o Puchar Narodów Oceanii, jednak zajęły nie zakwalifikowały się do finałowego spotkania, zajmując ostatecznie trzecie miejsce. Kolejny turniej był jednocześnie kwalifikacjami do pierwszych mistrzostw świata. Australijki zajęły drugie miejsce przegrywając bilansem bramkowym z Nową Zelandią. Cztery lata później w ten sam sposób zakwalifikowały się Australijki. Jednak podczas  turnieju finałowego przegrały wszystkie trzy mecze fazy grupowej i zakończyły rywalizację na ostatnim miejscu w grupie. W dwóch ostatnich występach w Pucharze Narodów Oceanii przed wyjściem z Oceania Football Confederation (OFC), Australijki zdobyły dwa złote medale. W międzyczasie uczestniczył w mistrzostwach świata w 1999 i 2003 roku oraz na igrzyskach olimpijskich w 2000 roku. Jednak w żadnej z tych imprez nie odniosły nawet jednego zwycięstwa. Dopiero podczas igrzysk w Atenach odniosły pierwsze zwycięstwo w ogólnoświatowym turnieju rangi mistrzowskiej, zwyciężając z gospodyniami oraz zremisowały z Amerykankami (późniejszymi mistrzyniami). Te wyniki dały awans do ćwierćfinału, jednak tam przegrały ze Szwedkami.

### Przejście federacji do AFC
Od 2006 roku drużyna należy do Azjatyckiej Federacji Piłkarskiej (AFC). W swoim pierwszym udziale po akcesji do AFC w Pucharze Azji, zdobyły srebrny medal. Nie tracąc w drodze do finału żadnej bramki. Dopiero w finale Chinki zdołały pokonać bramkarkę Australii.
W 2007 po raz pierwszy uczestniczyły w ćwierćfinałach mistrzostw świata. Pierwszy raz miało to miejsce w Chinach. Podczas tego turnieju po raz pierwszy zwyciężyły w tych rozgrywkach. W dziesiątym spotkaniu w historii udziału w mistrzostwach świata zwyciężyły reprezentacje Ghany, następnie dwukrotnie zremisowały, dzięki czemu z pięcioma punktami awansowały do fazy pucharowej. W ćwierćfinale przegrały jednak z Brazylią.

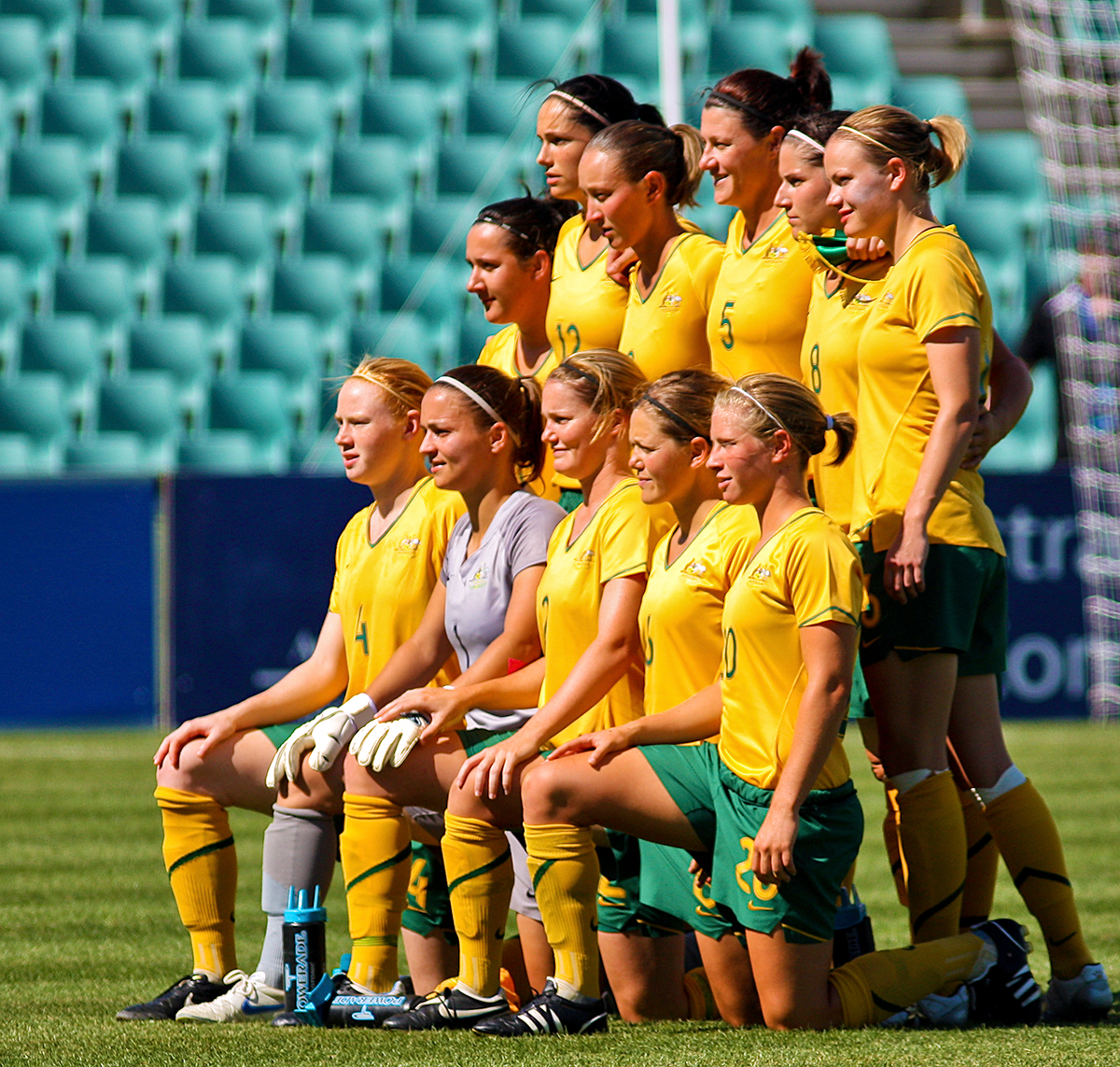
Zespół Australii w 2009 w meczu przeciwko Włoszkom.

Rok później zdobyły trzecie miejsce w rozgrywkach o Pucharu Azji. W 2010 roku po raz pierwszy sięgnęły po Puchar Azji zwyciężając w finale po serii rzutów karnych Koreę Północną. Turniej był kwalifikacjami do mistrzostw świata. W Niemczech odniosły dwa zwycięstwa w fazie grupowej i jedną porażkę, co dało im awans do ćwierćfinałów, w którym ponownie przegrały. Tym razem ze reprezentacją Szwecji.
W 2014 roku w Pucharze Azji nie udało się obronić tytułu. Australijki awansowały do finału, przegrywając go z Japonkami po bramce Iwashimizu. Cztery lata później Australijki znów dotarły do finału Pucharu Azji, ponownie przegrywając w nim z Japonią. Mistrzostwa Świata 2019 we Francji zakończyły na 1/8 finału. 

## Udział w międzynarodowych turniejach

### Igrzyska olimpijskie
| 1996 | Nie zakwalifikowała się | Nie zakwalifikowała się |
| 2000 | Gospodarz               | Faza grupowa            |
| 2004 | Awans                   | Ćwierćfinał             |
| 2008 | Nie zakwalifikowała się | Nie zakwalifikowała się |
| 2012 | Nie zakwalifikowała się | Nie zakwalifikowała się |
| 2016 | Awans                   | Ćwierćfinał             |
| 2020 | Awans                   | IV miejsce              |
| 2024 |                         |                         |
| 2028 |                         |                         |

### Mistrzostwa świata
| Udział w mistrzostwach świata | Udział w mistrzostwach świata | Udział w mistrzostwach świata | Udział w mistrzostwach świata | Udział w mistrzostwach świata | Udział w mistrzostwach świata | Udział w mistrzostwach świata | Udział w mistrzostwach świata | Udział w mistrzostwach świata |
| Rok                           | Wynik                         | M                             | W                             | R*                            | P                             | B+                            | B-                            | +/-                           |
| ----------------------------- | ----------------------------- | ----------------------------- | ----------------------------- | ----------------------------- | ----------------------------- | ----------------------------- | ----------------------------- | ----------------------------- |
| 1991                          | Nie zakwalifikowała się       | Nie zakwalifikowała się       | Nie zakwalifikowała się       | Nie zakwalifikowała się       | Nie zakwalifikowała się       | Nie zakwalifikowała się       | Nie zakwalifikowała się       | Nie zakwalifikowała się       |
| 1995                          | Faza grupowa                  | 3                             | 0                             | 0                             | 3                             | 3                             | 13                            | -10                           |
| 1999                          | Faza grupowa                  | 3                             | 0                             | 1                             | 2                             | 3                             | 7                             | -4                            |
| 2003                          | Faza grupowa                  | 3                             | 0                             | 1                             | 2                             | 3                             | 5                             | -2                            |
| 2007                          | Ćwierćfinał                   | 4                             | 1                             | 2                             | 1                             | 9                             | 7                             | +2                            |
| 2011                          | Ćwierćfinał                   | 4                             | 2                             | 0                             | 2                             | 6                             | 7                             | -1                            |
| 2015                          | Ćwierćfinał                   | 5                             | 2                             | 1                             | 2                             | 5                             | 5                             | 0                             |
| 2019                          | 1/8 finału                    | 4                             | 2                             | 1                             | 1                             | 9                             | 6                             | +3                            |
| Razem                         | 7/8                           | 26                            | 7                             | 6                             | 13                            | 38                            | 50                            | -12                           |

### Puchar Azji
| Udział w Pucharze Azji | Udział w Pucharze Azji | Udział w Pucharze Azji | Udział w Pucharze Azji | Udział w Pucharze Azji | Udział w Pucharze Azji | Udział w Pucharze Azji | Udział w Pucharze Azji | Udział w Pucharze Azji |
| Rok                    | Wynik                  | M                      | W                      | R*                     | P                      | B+                     | B-                     | +/-                    |
| ---------------------- | ---------------------- | ---------------------- | ---------------------- | ---------------------- | ---------------------- | ---------------------- | ---------------------- | ---------------------- |
| 1975                   | Brązowy medal          | 4                      | 2                      | 0                      | 2                      | 12                     | 6                      | +6                     |
| 2006                   | Wicemistrz             | 6                      | 4                      | 2                      | 0                      | 15                     | 2                      | +13                    |
| 2008                   | Czwarte miejsce        | 5                      | 2                      | 0                      | 3                      | 7                      | 9                      | -2                     |
| 2010                   | Mistrzostwo            | 5                      | 4                      | 0                      | 1                      | 7                      | 3                      | +4                     |
| 2014                   | Wicemistrz             | 5                      | 3                      | 1                      | 1                      | 9                      | 5                      | +4                     |
| 2018                   | Wicemistrz             | 5                      | 1                      | 3                      | 1                      | 11                     | 4                      | +7                     |
| Razem                  | 5/5                    | 30                     | 16                     | 6                      | 8                      | 61                     | 29                     | +32                    |